# Tàngara de cap castany
La tàngara de cap castany (Thlypopsis pyrrhocoma) és un ocell de la família dels tràupids (Thraupidae).

## Hàbitat i distribució
Viu entre la malesa del bosc, clars, vegetació secundària i bambú de les terres baixes al sud-est del Brasil, Paraguai i nord-est de l'Argentina.